# 픽셀 버즈
픽셀 버즈(Pixel Buds)는 구글에서 개발 및 판매하는 무선 이어버드 제품군이다. 1세대 픽셀 버즈는 2017년 10월 4일 구글의 Made By Google 출시 이벤트에서 출시되었으며 같은 날 구글 스토어에서 사전 주문할 수 있었다. 구글 어시스턴트가 내장되어 있으며 구글 번역을 지원한다.
2세대 Pixel Buds는 2019년 10월 15일 픽셀 4 하드웨어 이벤트에서 발표되었다. 2020년 4월 27일에 출시되어 긍정적인 평가를 받으며 데뷔했다.
2021년 6월 구글은 픽셀 버즈의 새로운 중급 변형인 픽셀 버즈 A 시리즈를 발표했다. 2021년 6월 17일에 출시되었다.

## 1세대

### 특징
Pixel Buds의 차별화된 기능은 스마트 음성 비서인 구글 어시스턴트가 포함되어 있다는 것이다. 이를 통해 이어버드는 웹 검색 및 미디어 연결과 같은 다른 표준 기능 중에서 실시간으로 대화를 번역할 수 있다. 40개 언어의 번역을 지원한다.

### 비판
픽셀 버즈에 대한 반응은 대부분 부정적이었고 겉보기에 좋지 않은 케이스 디자인에 대한 많은 비판이 있었다. 최근 소식통은 "Google 번역은 어시스턴트에 최적화된 모든 헤드폰 및 안드로이드 휴대폰에서 사용할 수 있다."라고 발표했다.

## 2세대
2세대 픽셀 버즈는 2019년 10월 15일 Google 하드웨어 이벤트에서 처음 발표되었으며 2020년 4월 미국에서 출시되었다. 2020년 7월 호주, 캐나다, 프랑스, 독일, 아일랜드, 이탈리아, 싱가포르, 스페인, 영국에서 출시되었다. 처음에는 Clearly White 색상 모델만 출시되었고 나머지 3가지 색상 모델인 Oh So Orange, Quit Mint, 거의 Black이 출시되었으며 4개월 후인 2020년 8월 20일 미국에서 출시되었다.

## A 시리즈
Pixel Buds A-Series(2세대 Pixel Buds의 중급 버전)는 2021년 6월 3일 블로그 게시물을 통해 발표되었으며 2021년 6월 17일 미국과 캐나다에서 출시되었다. 2021년 8월 프랑스, 독일, 인도, 아일랜드, 이탈리아, 스페인, 영국에서 출시되었다.

## 같이 보기
- 아마존 에코 버드
- 애플 에어팟
- 마이크로소프트 서피스 이어버드
- 삼성 갤럭시 버즈 시리즈